# Luna Lovegood
Luna «Llunàtica» Lovegood és un personatge fictici a la sèrie de llibres Harry Potter escrits per l'autora britànica J. K. Rowling. És una companya molt excèntrica d'en Harry a Hogwarts, i pertany a la residència de Ravenclaw. És un any menor que ell, sent de la mateixa generació que la Ginny Weasley.
La Luna té els cabells rossos amb tons foscos, llarg fins a la cintura. Els seus ulls clars li donen un aire de sorpresa constant i certa aura de bogeria. Porta la seva vareta màgica sobre l'orella esquerra i porta un collaret fet amb taps de cervesa.
Apareix per primera vegada a Harry Potter i l'orde del Fènix. A causa del seu comportament excèntric l'anomenen «Llunàtica». En un principi, la Luna és massa estranya per a en Harry i fins i tot sent vergonya de ser vist amb ella, però a poc a poc la Luna es guanya la seva amistat. En els moments en què la moral d'en Harry està en els seus punts més baixos, com després de la mort del seu padrí Sirius Black i la d'en Dobby, la Luna és la que diu les paraules que li donen esperança i determinació per a seguir endavant.

## El personatge en les novel·les

### Família
La seva mare és Pandora Lovegood, ella va morir durant un experiment màgic que va sortir malament quan la Luna tenia solament nou anys. Ella va ser testimoni de la seva mort i per això pot veure els cavalls vesprals des del primer dia que va entrar a Hogwarts. El seu pare, en Xenòfil Lovegood, és l'editor de la revista El Tafaner (The Quibbler) i comparteix amb ella la fascinació per criatures fantàstiques, que probablement són inexistents. Als estius emprenen excursions a la recerca d'aquestes criatures. Els Lovegood viuen al petit poble d'Ottery St. Catchpole al sud d'Anglaterra, a prop de la casa de la Família Weasley.

### Personalitat
La Luna és una jove solitària i estranya que es caracteritza per la seva sinceritat i originalitat. Fa les coses a la seva manera, sense importar-li el que pensin els altres. Té un aire somiador i una manera despreocupada i divertida de veure la vida. Algunes vegades el seu excés de sinceritat sufoca als altres. En Harry opina que la Luna s'atreveix a dir coses que ningú diria i admira aquesta qualitat en la seva amiga. La Luna considera a en Harry Potter, la Ginny Weasley, l'Hermione Granger, en Ron Weasley i en Neville Longbottom els seus únics i veritables amics. Aconsegueix guanyar-se la seva amistat gràcies a la seva valentia i lleialtat indiscutibles. Anys després, en Harry i la Ginny nomenen a la seva filla Lily Luna en honor d'ella.
La Luna demostra que la fe en l'irracional i el desconegut no pot ser descartat, sent el contrapunt de l'Hermione, que representa el poder de la raó i la il·lustració. El fet d'haver estat seleccionada per a Ravenclaw indica que és molt intel·ligent.

### L'orde del Fènix
La Ginny li presenta a la Luna a en Harry i a en Neville al Hogwarts Express quan entren al seu compartiment al no poder trobar-ne un altre de buit. Aparentment ningú vol compartir la cambra amb l'estranya jove. La Ginny sembla conèixer-la i li assegura a en Neville que la Luna «està bé». Quan la Xo Xang entra per a saludar a en Harry, aquest sent vergonya de ser vist amb la Luna i en Neville. Posteriorment en Ron i l'Hermione s'uneixen a ells i tampoc semblen tenir una impressió favorable de la Luna. La Ginny, en canvi, sembla divertir-se veient les reaccions dels altres.
La Luna sempre fa tot el possible per ajudar a en Harry. L'altament cuestionable revista del seu pare, El Tafaner publica una entrevista exclusiva amb en Harry, on aquest parla sobre el que va passar al Torneig dels Tres Bruicots i anuncia que en Voldemort ha tornat. A causa de l'èxit d'aquesta entrevista, la Luna i el seu pare tenen els diners suficients per a anar en una excursió a la recerca d'un animal fantàstic, de l'existència del qual només ells estan convençuts.
La Luna vas anar a la reunió al bar Cap del Senglar i s'integra a l'Exèrcit d'en Dumbledore (ED). Juntament amb en Harry, la Ginny, en Ron, l'Hermione i en Neville, participa en la missió del rescat d'en Sirius Black i la subsegüent batalla al Departament de Misteris, quan descobreixen que es tracta d'una emboscada. En Harry pensa que la Ginny, en Neville i la Luna no serien la seva primera opció d'entre els membres de l'ED per a ajudar a la missió a la Conselleria, però no té més remei que acceptar que hi vagin a causa de la inflexible insistència dels tres. La Luna és la que suggereix volar a Londres fent servir els cavalls vesprals i posteriorment sobresurt a la batalla. Lesiona a un cavaller de la mort al fer esclatar un model del planeta Plutó a la seva cara, protegeix a en Ron quan està confós i també ajuda a la Ginny que té un turmell fracturat. És un dels últims membres de l'ED a caure lesionat durant el combat. Un encanteri la fa volar pels aires i s'estavella contra una taula fent que perdi el coneixement, però no sofreix ferides majors.
Al final del curs escolar en Harry troba a la Luna posant cartells demanant que les seves possessions, que han estat amagades per altres estudiants, li siguin retornades. Aquest és un moment en què la moral d'en Harry aquesta en un dels seus punts més baixos a causa de la mort del seu padrí Sirius Black. La Luna li explica a en Harry com ella havia vist morir a la seva mare en un accident màgic i li diu, amb certesa absoluta, que espera veure a la seva mare de nou. Suggereix que les veus que en Harry i ella havien escoltat darrere del vel al Departament de Misteris són els seus éssers volguts que els esperen. «s'aixeca una mica».

### El misteri del Príncep
Al tren de retorn a Hogwarts per a iniciar l'any escolar, en Harry s'assenta en el mateix compartiment que en Neville i la Luna. La Rosana Vana, al capdavant de diverses nenes, entra per a convidar-lo a què s'uneixi amb ella i les seves amigues en un altre compartiment. Li diu que no, que s'ha d'asseure amb «ells», assenyalant a en Neville i la Luna. En Harry li diu que «ells» són els seus amics. Una vegada que la Rosana se n'ha anat, la Luna li diu a en Harry que la gent s'imagina que ell té amics més «genials» que en Neville i ella. En Harry li respon dient-li que ell pensa que ambdós són «genials», i que ells i no els altres, es van estar i van barallar-se a la batalla del Departament de Misteris. Aquesta escena contrasta radicalment amb la mateixa situació l'any anterior, quan en Harry va sentir vergonya de ser vist amb la Luna i en Neville al tren. Segons paraules de la J. K. Rowling, l'escena reflecteix que en Harry ha madurat.
També es nota un canvi en l'actitud dels altres amics d'en Harry respecte a la Luna. La Ginny, que malgrat ser amigable amb la Luna l'any anterior, li deia «llunàtica», ara s'oposa feroçment al fet que algú l'anomenés «llunàtica» en la seva presència, fins i tot quan es tracta del seu germà Ron. Per la seva banda en Ron, el més insensible del grup, admet el seu creixent afecte per la Luna. Quan l'Hermione plora desconsolada dins del bany després d'una discussió amb en Ron, durant el festeig d'aquest amb la Lavender Brown, la Luna sent que plora i entra a consolar-la.
Pren el lloc de comentarista als partits de quidditch i les seves narracions distretes, són sobre punts irrellevants, provoquen el riure dels estudiants i una mica de vergonya i enfadament de la professora McGonagall. Acompanya a en Harry, com a amiga, a la reunió de Nadal del professor Llagot.
La Luna i en Neville són els únics membres de l'ED que responen al missatge d'ajuda que l'Hermione envia a través de les monedes encantades. No pren part activa de la batalla a la Torre d'Astronomia, car està als soterranis amb l'Hermione vigilant al professor Snape. Aquest no obstant això, assoleix burlar la seva vigilància.
Va assistir al funeral d'en Dumbledore ajudant a en Neville, que resultà lesionat a la batalla de la Torre d'Astronomia. Quan en Harry els veu, sent sorgir en ell un gran afecte per ambdós. Sap que ells eren els que més apreciaven l'ED i que probablement eren els únics que vigilaven les seves monedes encantades.

### Les relíquies de la Mort
La Luna i el seu pare són convidats a les noces d'en Bill i la Fleur, on assisteixen vestint cridaners vestits grocs. A pesar que en Harry té un aspecte completament diferent, car ha pres la poción de la mutació per a romandre amagat, la Luna immediatament el reconeix i l'anomena pel seu nom. Quan en Harry li pregunta com ha pogut reconèixe'l, la Luna li contesta que ha estat «per la seva expressió».
Mentre roman a Hogwarts, es reintegra a l'Exèrcit d'en Dumbledore. Juntament amb la Ginny i en Neville, s'esforça per desestabilizar el règim imposat pels cavallers de la mort a l'escola i és part de l'intent de robar l'espasa de Gryffindor de l'oficina de l'Snape. Els tres són capturats a l'intent, però l'Snape els dona un càstig sorprenentment lleuger. Durant les vacances de Nadal, la Luna és segrestada per cavallers de la mort a l'estació de tren de Hogsmeade.
En Harry, en Ron i l'Hermione decideixen anar a buscar al pare de la Luna perquè els expliqui què són les Relíquies de la mort. A la casa dels Lovegood, que sembla una llauna, en Harry veu que en la seva habitació la Luna havia pintat les cares de l'Hermione, la Ginny, en Ron, en Neville i ell al sostre, units per una cadena d'or feta de la paraula «amics» repetida milers de vegades en lletra petita. En veure allò, l'envaeix un profund sentiment fraternal per la Luna. No obstant això, en Harry nota que l'habitació no sembla haver estat fet servida en molt temps i sospita que és una trampa. Descobreixen que la Luna ha estat segrestada per cavallers de la mort per culpa del suport que el seu pare oferia a en Harry a través de la seva revista i que aquest, ha alertat als cavallers de la mort de la seva presència en un intent de canviar-los per la vida de la Luna. Aconsegueixen escapar amb penes i treballs.
La Luna està presonera amb el senyor Ollivander (fabricant de varetes) al soterrani de la casa d'en Lucius Malfoy; que es converteix en caserna general dels cavallers de la mort. És rescatada juntament amb en Harry, en Ron, l'Hermione, l'Ollivander i en Dean Thomas, per en Dobby (l'elf domèstic lliure), que mor en el procés. La Luna diu les paraules en honor d'en Dobby durant el seu funeral. Quan és el torn d'en Harry de dir unes paraules, s'adona que la Luna «ja ho ha dit tot». Posteriorment van a un lloc més segur amb una vareta que l'Ollivander li fabrica en agraïment pel suport que li va brindar mentre van ser presoners junts.
És convocada per en Neville per a participar en la Batalla de Hogwarts amb la moneda encantada. Per insistència de la Ginny, duu a en Harry a la torre de Ravenclaw en lloc de la Xo Xang, que s'havia ofert a dur-lo primer. Aquí, és instrumental en la captura de l'Al·lecto i l'Amycus Carrow. Posteriorment salva les vides d'en Harry, en Ron i l'Hermione quan són atacats per cent demèntors. La Luna, liderant a en Seamus Finnigan i l'Ernie Mcmillan, convoca el seu patronus i manté a ratlla als demèntors, al mateix temps que ajuda a en Harry a convocar el seu donant-li ànims. En Harry es recupera i pot convocar el seu patronus amb el que els demèntors finalment fugen d'una vegada per sempre. A la batalla final, es bat en duel juntament amb les seves amigues Ginny i Hermione contra la Bel·latrix Lestrange, que finalment és vençuda per la mare de la Ginny, la Molly Weasley. Després de la victòria final, la Luna és l'única que s'adona que en Harry necessita una mica de tranquil·litat i crea la distracció necessària perquè se'n vagi sota la capa que fa invisible.

## Vida després de la fi de les novel·les
Dinou anys després de la batalla de Hogwarts, la Luna és l'equivalent d'una naturalista de gran fama en el món màgic. Va dedicar la seva vida a la investigació, descobrint que moltes de les criatures fantàstiques que el seu pare li havia esmentat eren inexistents. No obstant això li atribueix a la ment oberta que el seu pare conreà en ella, els seus més importants descobriments, incloent moltes espècies que eren desconegudes. Va acabar casant-se amb en Rolf Scamander, net d'en Newt Scamander, l'autor de Bèsties fantàstiques i on trobar-les.
A més, en el recent documental per a la televisió britànica J. K. Rowling – Un Any en la Vida, l'autora diu que va tenir fills bessons i que es diuen Lorcan i Lysander.

## Versió fílmica
La Luna és interpretada per l'actriu irlandesa, l'Evanna Lynch, qui és una gran fanàtica de la sèrie Harry Potter. Això la va motivar a audicionar a Londres i imposar-se a unes 15.000 nenes en una audició oberta, després que l'audició privada no va funcionar. Va realitzar el paper a Harry Potter i l'orde del Fènix i està confirmada per a repetir el paper a Harry Potter i el misteri del Príncep. Encara no ha estat confirmada la seva participació en l'adaptació de Harry Potter i les relíquies de la Mort. La seva actuació a Harry Potter i l'orde del Fènix ha estat considerada com una revelació i J. K. Rowling ha dit que l'«Evanna és perfecta» per al personatge. A més va dir que de tots els actors que han aparegut en la sèrie de pel·lícules de Harry Potter, l'Evanna Lynch és l'única que ha entrat en el seu pensament mentre escrivia.
En l'adaptació cinematogràfica de Harry Potter i l'orde del Fènix, les escenes més importants de la Luna en el llibre es mantenen, encara que es condensen o es posen en diferents punts. Per exemple, l'escena en què en Harry troba a la Luna donant-li menjar als cavalls vesprals, no apareix en el llibre i és una condensació de l'escena on en Hagrid dona la seva classe sobre els cavalls vesprals als alumnes i l'escena al final on la Luna li relata a en Harry com va morir la seva mare. Es va ometre, no obstant això, l'escena al Hogwarts Express quan la Xo Xang entra en el compartimento d'en Harry, en Neville i la Luna.